# Riera de Sant Joan
La Riera de Sant Joan és una riera que discorre pels termes municipals de Castellterçol i Monistrol de Calders, al Moianès. Recull les aigües dels termes de Granera i Castellterçol i forma el riu Calders amb altres rieres de la comarca. És la continuïtat natural de la riera de la Sala.

## Etimologia
Pren el nom de la capella de Sant Joan Baptista de Monistrol de Calders, origen del poble monistrolenc, que es troba a la seva riba esquerra, dins d'aquell poble.

## Origen
Es forma a llevant de la Sala de Sant Llogari i de Sant Llogari de Castellet i al nord de la Baga del Miracle per transformació de la riera de la Sala en el moment que rep per l'esquerra el torrent de Vila-rúbia.

## Castellterçol
Des d'aquest lloc davalla cap a ponent, però fent tancats meandres tot al llarg del seu recorregut. Deixa a migdia la Muntanya de la Sala, lloc on abandona el terme municipal de Castellterçol i entra en el de Monistrol de Calders.

## Monistrol de Calders
Entra en aquest terme a llevant de la masia de Rubió, a migdia de la Carena de la Baga i al nord de la Muntanya de la Sala. Passa al sud-est del Baguet de Rubió, i fa un ample revolt a migdia de la casa de Rubió, passada la qual comença a emprendre cap al nord. Deixa a ponent la Baga del Coll, lloc on troba les Fonts de Rubió, i poc després forma la Resclosa del Molí d'en Sala. Al cap de poc, passa pel costat septentrional del Molí d'en Sala, entre la Baga del Molí d'en Sala, a migdia, i la Daina, al nord. Just passat el Molí d'en Sala creua el Camí de Monistrol de Calders a Granera per un senzill pontet, al costat de ponent del qual hi ha la Font del Cisco.
Continua la riera de Sant Joan cap al nord, i fa un sobtat meandre per tal d'anar cap al sud; supera la Resclosa de Saladic, deixa a ponent el Camp de l'Illa i, enlairada dalt de la carena de l'oest, la casa de Saladic, on forma el Gorg de Saladic. A ponent de la riera queden en primer terme les Roques del Gavatx i, rere seu, el Sot de l'Arç, i fa tota la volta per migdia al Molí de Saladic, deixant a migdia la Baga de Saladic. Tot seguit, fent un altre sobtat meandre, agafa la direcció nord i poc després la nord-oest, deixa a la dreta el Camp del Xei i a l'esquerra la Feixa Llarga i la Baga del Solà, i entra en contacte amb les cases de Monistrol de Calders, les que formen el carrer de Sant Llogari, paral·lel pel nord-est a la riera.
Un cop ja al bell mig del poble, deixa a la dreta Poble Amunt i a l'esquerra la Sagrera, amb l'església parroquial de Sant Feliu de Monistrol de Calders, passa per sota del Pont del Rector, i de seguida rep per l'esquerra la riera de l'Om. Forma un altre meandre a l'entorn del poble, passat per sota del Pont de Cal Serni, per on discorre la carretera B-124, deixa a la dreta Poble Avall i la resta de Monistrol de Calders i a l'esquerra la zona de Mas Llandric, i passa per sota de Pont de la Llandriga, a ponent del qual queda el Polígon Industrial la Llandriga, i tot seguit arriba al lloc de Mesclants, on s'uneix amb la Golarda per tal de formar entre totes dues rieres el Calders.